# CCDC104
CCDC104‏ (Cilia and flagella associated protein 36) هوَ بروتين يُشَفر بواسطة جين CCDC104 في الإنسان.